# Nisse

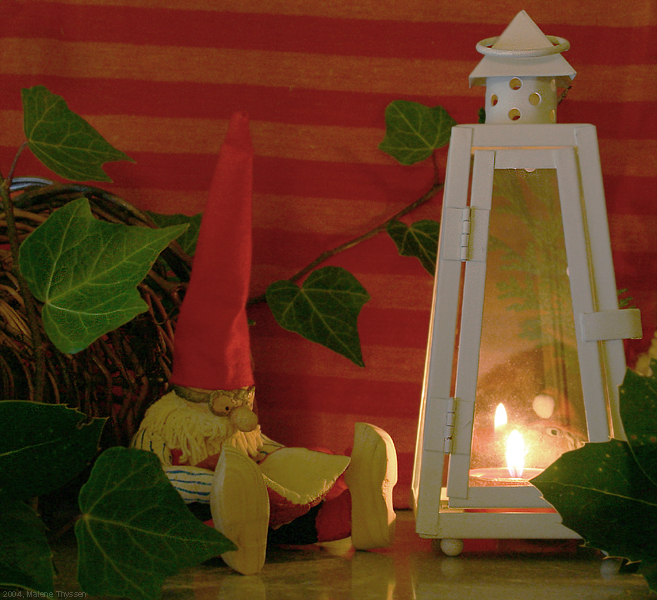
Ein Nisse beim Lesen.

Ein Nisse (Plural Nisser), in Schweden und Finnland in der Hauptsprache Tomte bzw. Tonttu, ist ein wichtelartiger Hausgeist in der skandinavischen Tradition. Der Nisse ist ein alter Mann mit einem weißen Bart, etwa so groß wie ein zehnjähriges Kind und trägt eine rote Mütze.

## Beschreibung und Bezeichnungen
Der Name Nisse ist eine Ableitung des Namens Niels, der dänischen Form für Nikolaus. Diese Bezeichnung wird hauptsächlich in Dänemark, auf den Färöer und in Norwegen genutzt. Weitere, ältere Bezeichnungen sind auch lille Niels, Niels Gårdbo, Gårdbo, Gårdbukken oder Puge genannt. In den südschwedischen Landschaften Skåne, Halland und Blekinge ist die Figur des Nisse auch als Goanisse (Goenisse, Godnisse, also der gute Nisse) bekannt, in Gotland als Nissn, während sie im übrigen Schweden Tomte und im  Finnischen Tonttu heißt; diese Bezeichnungen leiten sich vom schwedischen Begriff tomt für Bauplatz oder Grundstück ab.
Nisser beschützen in der Regel die Orte, an denen sie leben, und nehmen sich besonders der dort lebenden Tiere an. Wird ein Nisse durch die ebenfalls dort lebenden Menschen jedoch nicht gut behandelt, spielt er Streiche oder verlässt den Ort, was dann nach allgemeinem Glauben meist zum Niedergang dieses Ortes führt. An Weihnachten wird ihm von den Menschen traditionell eine Schüssel Weihnachtsgrütze zugeteilt. In Hinblick auf sein Aussehen trägt er meist eine rote Mütze und Holzschuhe. Ein Nisse lebt in der Regel allein in der Nähe der Menschen. Nisser können jedoch auch als Familienverband dargestellt werden.

## Geschichte

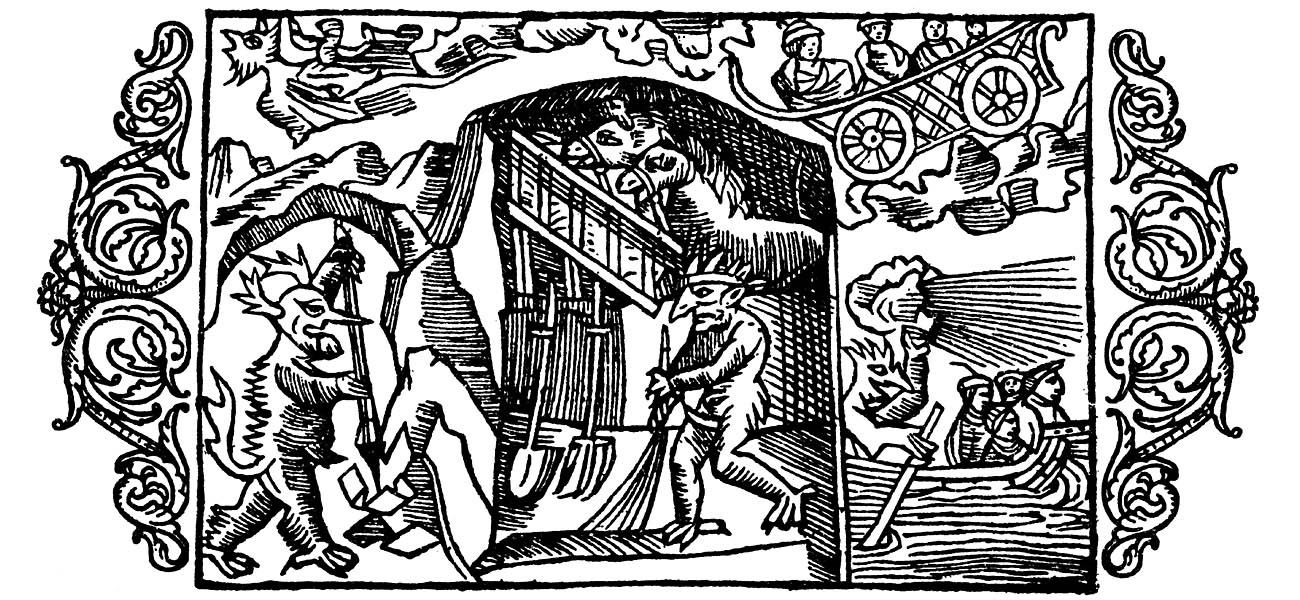
Abbildung in der Historia de gentibus septentrionalibus

Die Figur des Nisse hat vermutlich vorchristliche Wurzeln und steht mit der Verehrung von Verstorbenen auf den Höfen in Verbindung. Bereits im 14. Jahrhundert erwähnte die heilige Birgitta die Figur des Tomte. Die älteste bekannte Abbildung eines Nissen findet sich in der Historia de gentibus septentrionalibus des schwedischen Bischofs und Kartographen Olaus Magnus aus dem Jahr 1555. In der frühen Neuzeit wurden Figuren wie der Nisse von kirchlicher Seite dämonisiert. Dennoch hielten sich entsprechende Vorstellungen im Volksglauben der nordischen Länder. Als im 19. Jahrhundert viele Volkssagen schriftlich festgehalten wurden, führte dies zu einer gewissen Stereotypisierung des Nisse und schuf zugleich die Grundlage für dessen heutige literarische Figur.

## Variationen

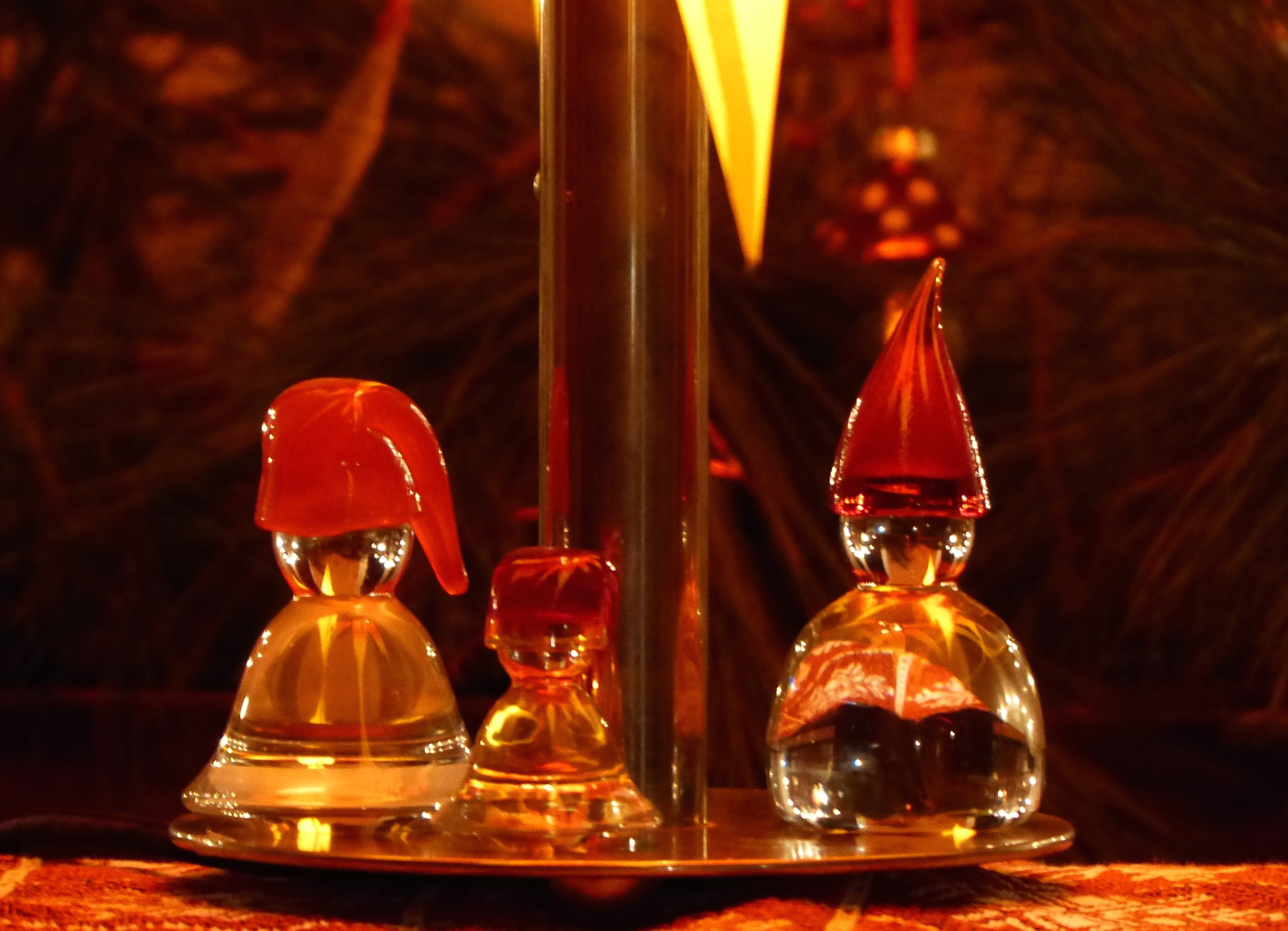
Julenisse-Familie aus Glas

- Der Gårdnisse (Hofnisse) wohnt in Häusern oder in Ställen. Er wohnt immer alleine und hilft häufig den Menschen. Insbesondere in Sønderjylland ist dieser Nisse auch als Nis Puk bekannt. Ein Beispiel ist die Sage vom Nis Puk vom Lindewitt-Hof. In Norwegen ist er auch als fjøsnisse (Stallnisse), in Schweden als gårdstomte (Hoftomte) bekannt.
- Der heute vermutlich bekannteste Nisse ist Julenisse (Weihnachtsnisse). Dieser wurde 1836 vom dänischen Historienmaler Constantin Hansen gezeichnet. Heute ist der Julenisse ein fester Bestandteil der dänischen Weihnachtstradition. Er hilft dem Weihnachtsmann (Julemanden) beim Herstellen der Geschenke und erwartet als Gegenleistung von den Menschen, dass er während der Adventszeit mit Milchreis (dänisch „risengrød“) versorgt wird. Der Julenisse ist der einzige Nisse mit einer Familie.
- Der Kirkenisse (Kirchennisse) tritt in mehreren Märchen von Hans Christian Andersen auf. Der Kirkenisse lebt im Pfarrhaus oder in Kirchen. Er sorgt dafür, dass die Kirche sauber und schön bleibt.
- Der Skovnisse (Waldnisse) ist eine neuere Variation. Dieser Nisse lebt in der Natur und hinterlässt Spuren, die nicht unmittelbar erklärt werden können. Der Skovnisse ist recht klein, etwa 80 cm, und trägt grüne und braune Kleidung. Im naturhistorischen Museum in Aarhus gab es im Dezember 2004 eine Ausstellung über den Skovnisse.
- Der Skibsnisse (Schiffsnisse) ist in Deutschland als Klabautermann bekannt. Ein Beispiel wäre der Fährknecht Nis von Holnis.
- Der Sætternisse (Setznisse) schmuggelt beziehungsweise setzt Druckfehler in Bücher und Zeitungen. Dies macht er so, dass sie beim Korrekturlesen nicht entdeckt werden.

## Trivia
In Schweden und Norwegen hat der Nisse bzw. Tomte auch Eingang in die Bezeichnung des Weihnachtsmannes gefunden (norwegisch: Julenissen, schwedisch: Jultomten), dieser ist jedoch nicht mit der (kleineren) Sagengestalt des Nisse (fjøsnisse) bzw. Tomte (tomtegubbe, gårdstomte) identisch.
Dem Nisse als Symbol skandinavischer Kultur und Tradition kam zum Teil auch eine politische Bedeutung zu. So wurden während der deutschen Besatzung Norwegens norwegische Weihnachtskarten mit entsprechenden Nisse-Figuren von der deutschen Besatzungsmacht verboten.
Im schwedischen Håverud besteht ein Tomte-Museum.